# Hexaglandula paucihamatus
Hexaglandula paucihamatus es una especie de acantocéfalo del género Hexaglandula, familia Polymorphidae. Fue descrita inicialmente por Heinze en 1936 dentro del género Polymorphus, y reasignada en el género Hexaglandula por Petrochenko en 1958.